# The Arms Peddler
The Arms Peddler (牙の旅商人?, Kiba no tabishōnin) è un manga scritto da Kyoichi Nanatsuki, disegnato da Night Owl e pubblicato dalla Square Enix sulla rivista Young Gangan dal 21 maggio 2010.

## Trama
Il mondo è diventato una terra priva di leggi governata da demoni e banditi che vivono in libertà facendo soffrire le persone. Lungo una strada, la famiglia di Sona Yuki viene assassinata da banditi guidati da un uomo di nome "Hydra" con un tatuaggio di un serpente sul petto. Contrassegnato con un ferro rovente sulla mano da quest'ultimo, il giovane sta morendo in un arido deserto quando compare Garami, un trafficante d'armi che gli propone una scelta crudele: cedere al facile e arrendersi alla morte oppure scegliere la sopravvivenza in un mondo ostile e spietato.
Quando accetta questa mano tesa, Sona scopre che lo sconosciuto non ha mentito: finché non avrà saldato il suo debito, rimarrà lo schiavo della giovane donna. Il suo destino è ormai legato a quello di Garami.

## Personaggi
- Sona Yuki (ソーナ・ユーキ?, Sōna Yūki) è un ragazzo di 16 anni che dopo aver perso i genitori uccisi dai banditi comandati da "Hydra", viene marchiato con un ferro rovente con il simbolo del suo carnefice. È diventato un po' 'il tirapiedi di Garami dopo che quest'ultima gli ha salvato una morte certa, e non ha altra scelta che seguire la sua nuova padrone ovunque vada per cancellare il suo debito di 100 monete. Vuole a tutti i costi vendicare i suoi genitori assassinati. Quindi si allena e impara da Garami e dalle diverse avventure che incontra. Diventa membro a pieno titolo della gilda degli armaioli nel volume 3. È il narratore della storia, nel volume 6 apprendiamo che l'ha scritta nell'anno 613 del cataclisma e ci fa sapere che 'si rammarica di alcune sue scelte.
- Garami (ガラミィ?, Garamyi) è una trafficante d'armi, il più potente della gilda degli armatori. Lei "salva" Sona da una morte certa. In cambio, deve rimborsarlo per 100 monete d'oro. Ha un carattere freddo e , a volte, senza scrupoli, tuttavia, è leale e seria, poiché compie tutte le missioni della sua gilda di armaioli senza lamentarsi e non accetta mai più denaro di quanto concordato. Diversi clienti chiedono che sia lei a completare l'ordine. Porta una grande spada avvolta sulla schiena, non permette a nessuno di toccarla. Garami è anche alla ricerca dei Tomi Chiave, che al momento sono misteriosi. A causa della sua grande bellezza e forza, può essere paragonata a una femme fatale.
- Graga (グラーガ?, Gurāga) è il capo della tribù dei Garon, una feroce razza di umanoidi simili a bestie, e anche il guerriero più potente nella valle del Garon orientale. Gli esseri umani vedono lui e la sua tribù come semplici mangiatori di uomini a causa del loro fisico molto diverso e del loro potere smodato. Graga fu catturato dai Balzari e mandato nella prigione di Yuga. È lì che incontra Sona Yuki e vede nei suoi occhi una strana luce che gli fa pensare che il ragazzo è speciale. Durante la storia, sacrifica la sua vita per salvare Airi, Sona e Garami in Yuga.
- Airi (アイリ・エル・カラディアム?, Airi Eru Karadiamu) è la ragazza della stessa età di Sona. È la principessa di Caradia e si comporta come tale. Sempre dignitosa, calma e premurosa non perde la pazienza anche quando viene catturata e deve essere venduta all'asta lasciandosi alle spalle la sua gente ei suoi uomini che vengono ridotti in schiavitù oppure lottano per sopravvivere e proteggere la loro principessa. Viene salvata da questa situazione da Sona, che la libera dalla prigione dove era rinchiusa e la aiuta a scappare con lui e Garami, con cui continuerà l'avventura.
- Genzo (ゲンゾ?) ha l'aspetto di un vecchio gracile, ma è il capo della gilda degli armaioli. Di conseguenza, ha un certo carisma e il comportamento di un leader. Genzo è un po' stravagante, divertente e serio allo stesso tempo. È rispettato da tutti i membri della gilda e li considera una famiglia. Era anche il maestro di Garami e ora si dedica alla gestione della gilda e alla fabbricazione e alla ristrutturazione di nuove armi.
- Ride è un giovane che è anche membro della Gilda degli Armieri. A differenza di Garami, non è un venditore ambulante ma un fornitore. Il suo ruolo nella gilda consiste nel viaggiare per il mondo alla ricerca di nuove armi che possono essere vendute o modificate dalla gilda. Sembra essere piuttosto vicino a Garami, che salva da situazioni pericolose più e più volte. È ottimista per natura, comico in tutto e per tutto ma sempre affidabile nei momenti importanti. Ferito mentre cercava di proteggere Sona, in seguito dà la sua vita a Hemden per permettere ad Airi, Sona e Garami - per i quali prova - di lasciare la città.

## Pubblicazione
Il manga è stato pubblicato da Square Enix sulla rivista Young Gangan nel 2010 ed è tuttora in corso. La serie ha avuto due interruzioni: una nel 2012, ripreso poi nel 2014, e l'altra nel 2016, ripreso poi nel corso del 2017. Il manga è arrivato in Italia nel 2012 da J-Pop mentre in Francia da Ki-oon.